# Bertin Tomou
Bertin Tomou (Bafoussam, 8 de agosto de 1978) é um futebolista profissional camaronês que atua como atacante.

## Carreira
Bertin Tomou representou o elenco da Seleção Camaronesa de Futebol no Campeonato Africano das Nações de 2008.